# NLRP3
La NLRP3 (« NOD-like receptor family, pyrin domain containing 3 » ou CIAS1) est un complexe de type inflammasome. Son gène est le NLRP3 situé sur le chromosome 1 humain. Ses autres noms sont le NALP3 (« NACHT, LRR and PYD domains-containing protein 3 ») ou le CLR1.1 (« caterpiller-like receptor 1.1 »). On le nommait anciennement cryopyrine d'où le terme pathologique qui est resté : cryopyrinopathies.
Il interagit avec le CARD8.
Il régule la caspase 1 qui permet l'activation de l'interleukine 1 bêta.

## En médecine
La mutation du gène NLRP3 provoque des maladies auto-inflammatoires appelées cryopyrinopathies qui sont, par ordre croissant de gravité : 
- L'urticaire familiale au froid
- Le syndrome de Muckle Wells
- Le CINCA ou NOMID
Ces mutations entraînent une activation constitutive de l'inflamasome NLRP3, et donc une suractivation de la cytokine pro inflammatoire IL1 béta. La plupart des mutations surviennent dans le domaine Natch du complexe.